# Bad Tölz

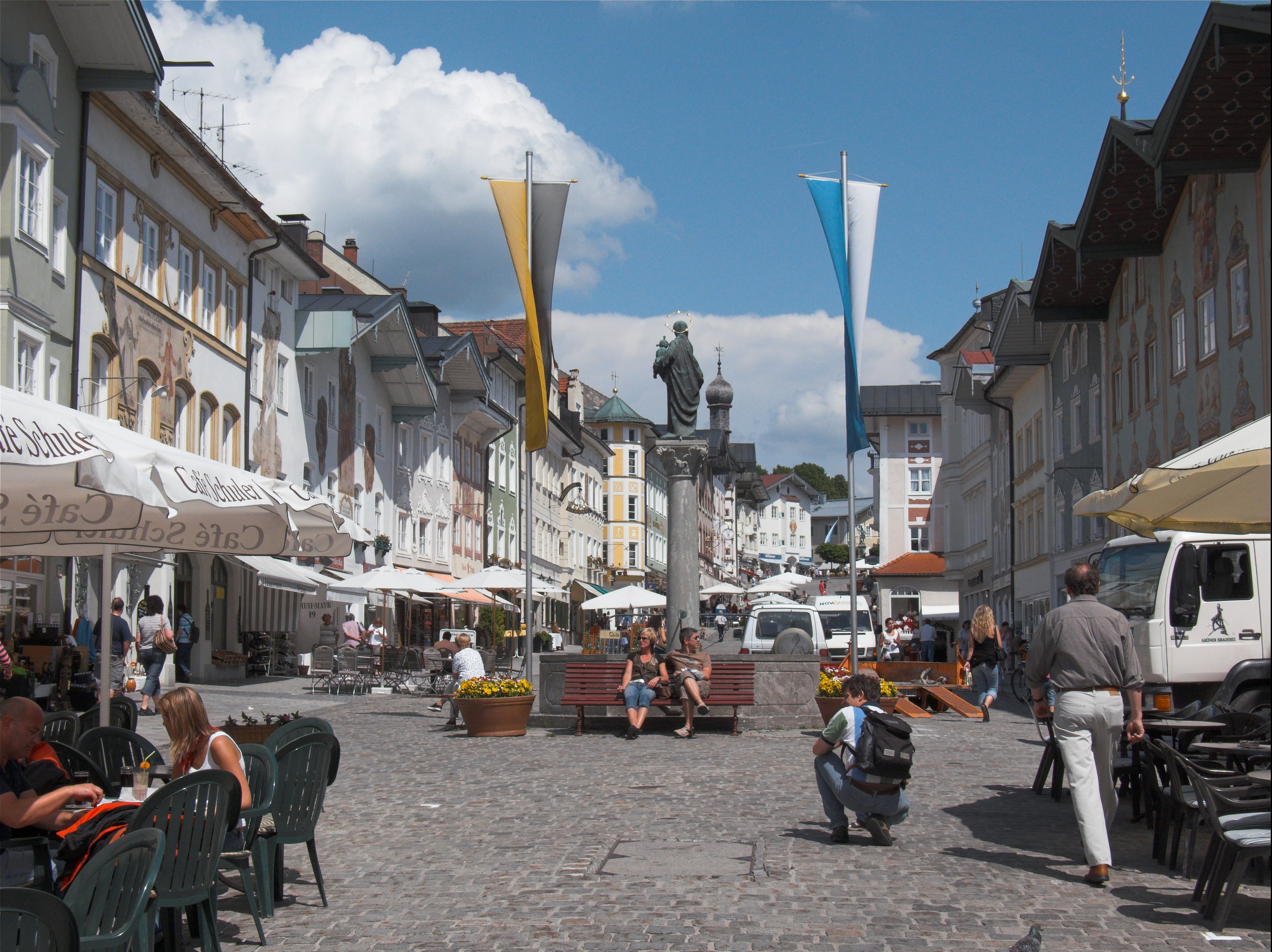
Bad Tölz

Bad Tölz este un oraș din districtul Bad Tölz-Wolfratshausen, regiunea administrativă Bavaria Superioară, landul Bavaria, Germania.

## Personalități
- Hans Carossa (1878-1956), poet și romancier.